# Schulek János (építészmérnök)

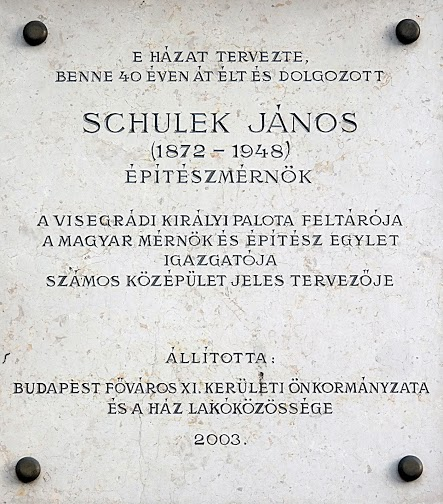
Schulek János emléktáblája egykori lakóházán

Schulek János (Pest, 1872. december 26. – Budapest, 1948. július 7.) építészmérnök. Schulek Frigyes építész fia, Schulek Vilmos szemészorvos unokaöccse.

## Életpályája
Schulek Frigyes műépítész-tanár és Riecke Johanna fia, evangélikus vallásúként lett megkeresztelve. A budapesti Műegyetemen végezte tanulmányait, majd ott lett tanársegéd 1894-ben. Ezután édesapjával dolgozott. Apja egyik főművének, a Halászbástyának volt az építésvezetője 1899 és 1902 között. 1903-tól kisebb megszakítással magánpraxist folytatott. 1927–1930 között a sárospataki Angol Internátus tervezéséve foglalkozott Klebelsberg Kuno (1875–1932) vallás- és közoktatásügyi miniszter utasításai szerint. A kivitelezési munkákat Árvai Pál építész vezette. Az épület átadásán részt vett 1931. szeptember 30-án Horthy Miklós kormányzó. Ő fedezte fel, majd tárta fel 1934-ben több méteres földhordalék alól Hunyadi Mátyás visegrádi palotáját. Ezen dolgozott haláláig. 1942-től a Magyar Mérnök- és Építész-Egylet igazgatója volt. Sírja a visegrádi köztemetőben található.
Kétszer is megházasodott: első felesége a német származású Luise Gerok (1877–1906) volt. Házasságot 1902-ben kötöttek Stuttgartban, 1904-ben pedig született egy fiuk, Tibor Frigyes. Megözvegyülését követően második felesége Székáts Melinda Stefánia (1869–1933) lett, akivel 1909-ben kötött házasságot Budapesten. Élete utolsó éveiben a Karinthy Frigyes (Verpeléti) út 2-es számú házban lakott.

## Ismert épületei
- 1904−1906: lakóház, 1025 Budapest, Berkenye utca 3.[8]
- 1910/1911: Pannónia Általános Iskola, 1133 Budapest, Tutaj u. 7-11.[9][10]
- 1913: Fegyver- és Gépgyár kétemeletes műhelye,[11] Budapest (Menyhért Miklóssal közös munka)[12]
- 1926−1928: Kelenföldi evangélikus templom, 1114 Budapest, Magyari István u. 1-3.[13]
- 1927: historizáló neobarokk kertegyüttes, Sárospatak[14]
- 1928: Református templom, 2111 Szada, Dózsa György út[15]
- 1929−1931: Evangélikus Főgimnázium (ma: Váci Szakképzési Centrum Petőfi Sándor Gimnáziuma, Gépészeti Szakgimnáziuma és Kollégiuma), 2170 Aszód, Hatvani út 3.[16]
- 1930–1931: az Angol Internátus épülete, a „magyar Cambridge”, Sárospatak[17]
- 1930-as évek: Rendőrkapitányság, Nagykőrös[18]
- 1931: lakóház-hozzáépítés, Budapest, Toldy Ferenc u.[19]
- ?: lakóház, 1026 Budapest, Trombitás utca 21.[20]

### Tervben maradt épületek
- 1911: a Kálvin tér beépítése, Budapest[21]
- 1912 k.: Általános Takarékpénztár székháza, Kőszeg (Menyhért Miklóssal közös munka, I. díj)[12]
- 1912 k.: evangélikus templom, Kőszeg (Menyhért Miklóssal közös munka, III. díj)[12]
- 1912 k.: Trieszti Általános Biztosító Társulat palotája, Budapest (Menyhért Miklóssal közös munka, V. díj)[12]

### Helyreállítási munkálatai
- 1933 és 1944 között a Mátyás-templom renoválását irányította
- 1947–1948-ban ő vezette a második világháborúban megrongálódott Halászbástya helyreállítását

## Főbb írásai
- Kassa és a bányavárosok műemlékei (Historia, 1928)
- Visegrád problémái és feladatai (Budapest, 1936)
- A visegrádi ásatások (Építészet, 1941); Visegrád, Mátyás király palotája (Építészet, 1941. 2. sz.)

## Ízelítő műveiből

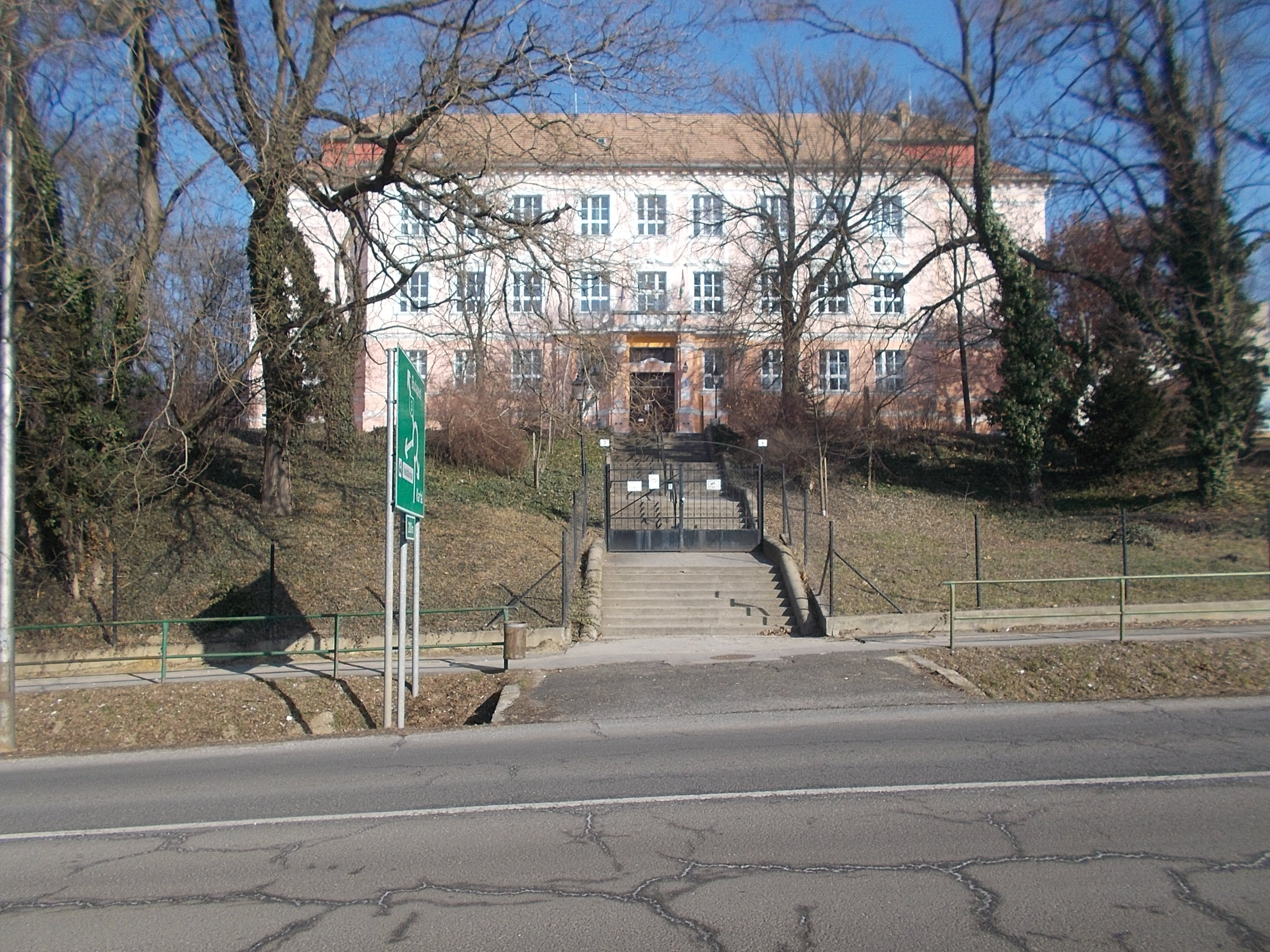
Váci Szakképzési Centrum Petőfi Sándor Gimnáziuma, Gépészeti Szakgimnáziuma és Kollégiuma. Az egykori latin iskola, illetve Petőfi Evangélikus Gimnázium, illetve Egykori Főgimnázium (Schulek János műépítész tervei alapján készült 1929-1931-ben.
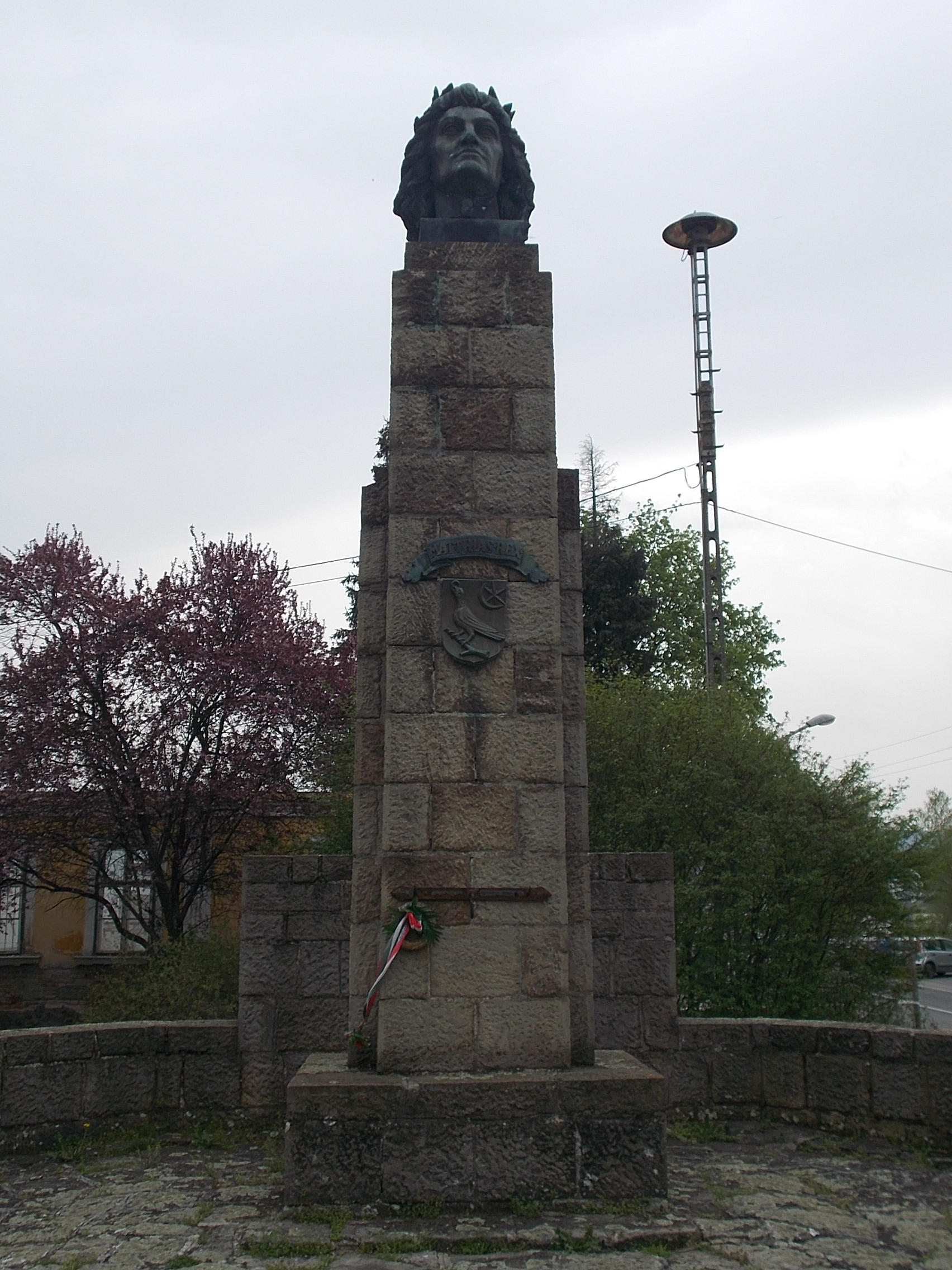
Mátyás-szobor avagy: I. és II. világháborús emlékmű, 1939, másolat) - Pest megye, Visegrád, Fő utca
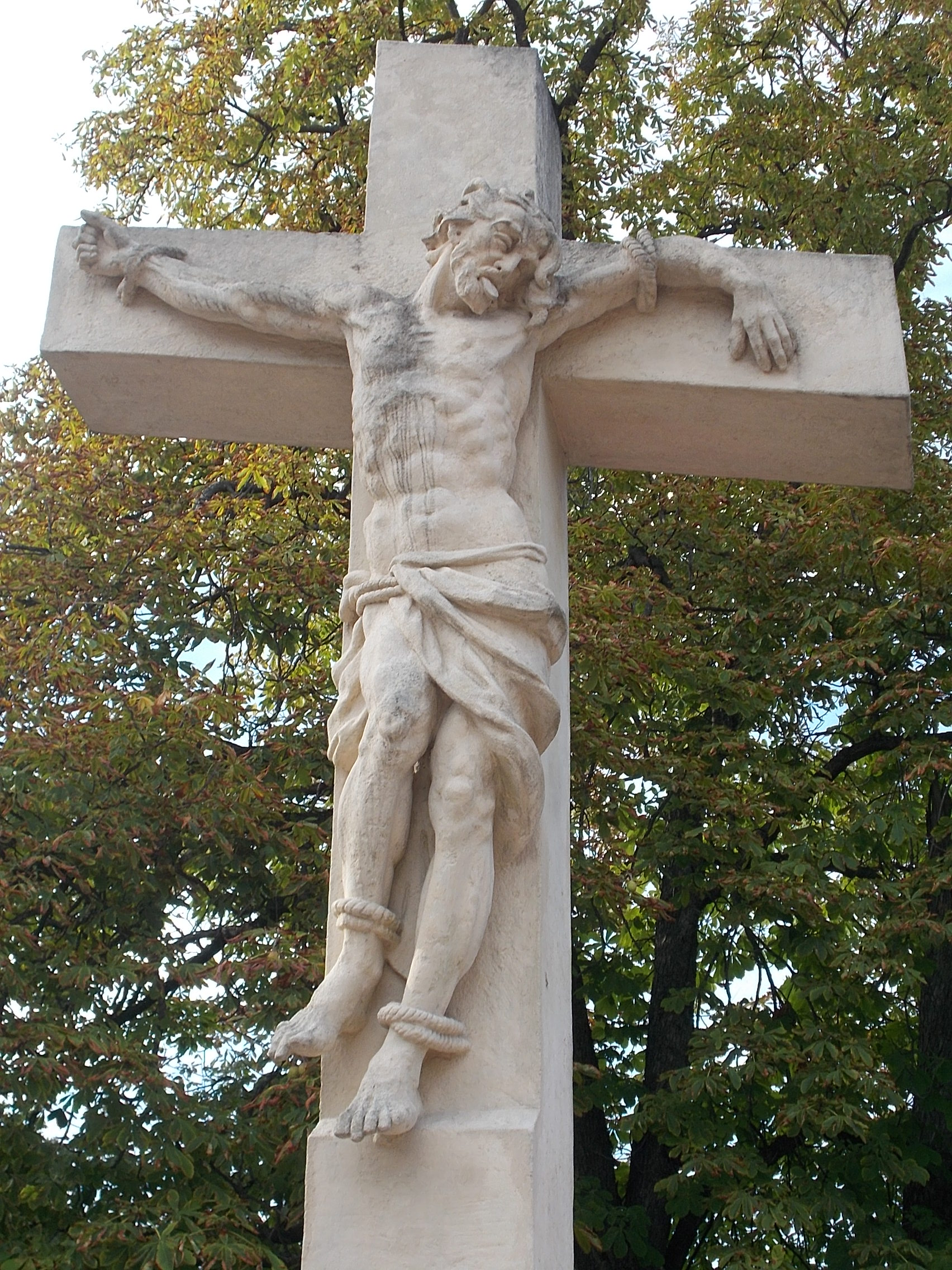
Gödöllői Grassalkovich-kálvária. Barokk, 1755. Készítette (feltehetőleg) Mayerhoffer János Grassalkovich Antal a Gyaraki (szlovákul Kmeťovo-i) herceg (korábban gróf) megrendelésére. Schulek János 1930-ban renoválta. - Pest megye, Gödöllő, Erzsébet-park 2015.
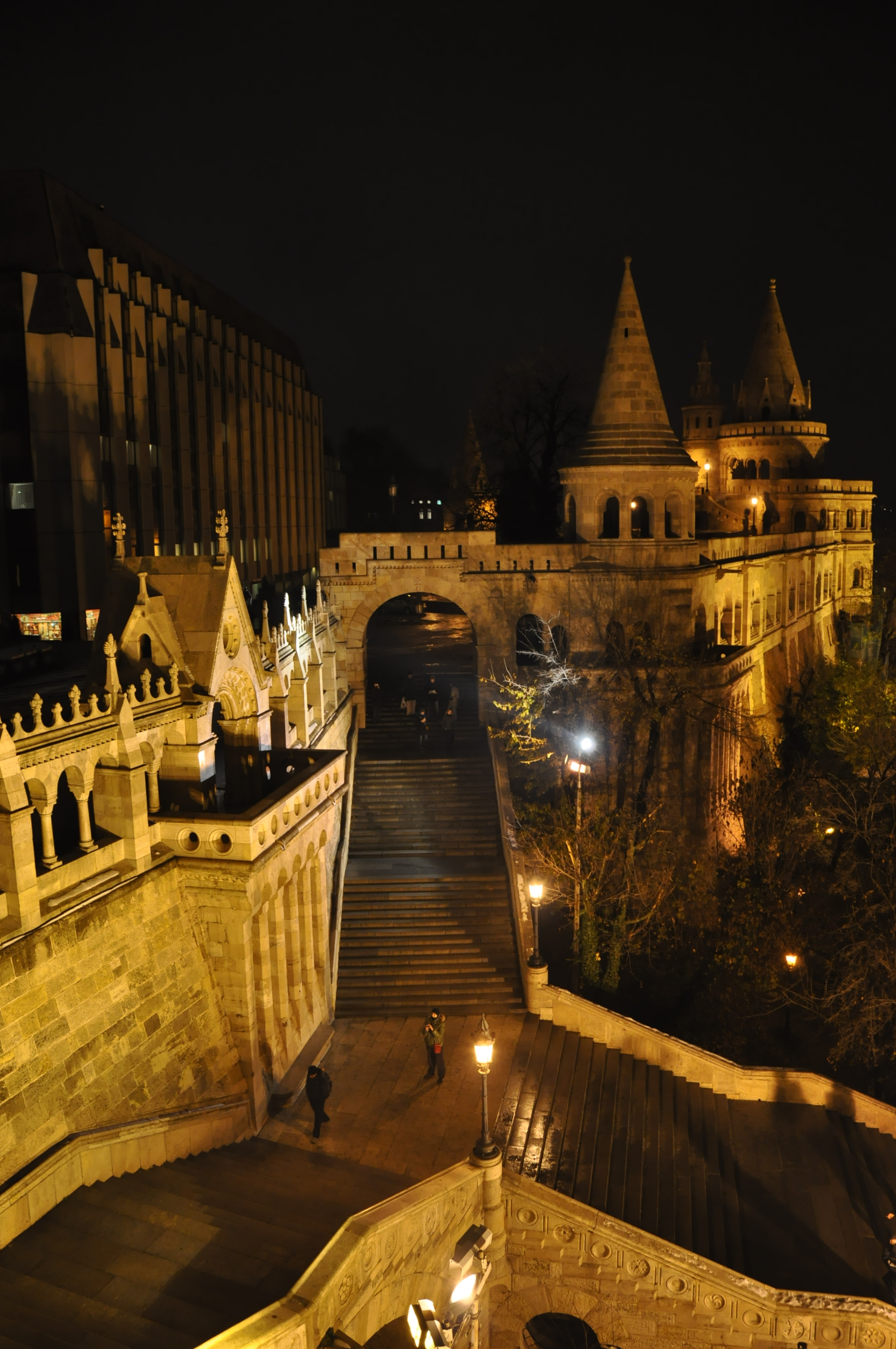
A Halászbástyát 1895 és 1902 között Schulek Frigyes tervei alapján tervezték és építették. 1947–48 között Schulek Frigyes fia, Schulek János tervei alapján renoválták a Halászbástyát.
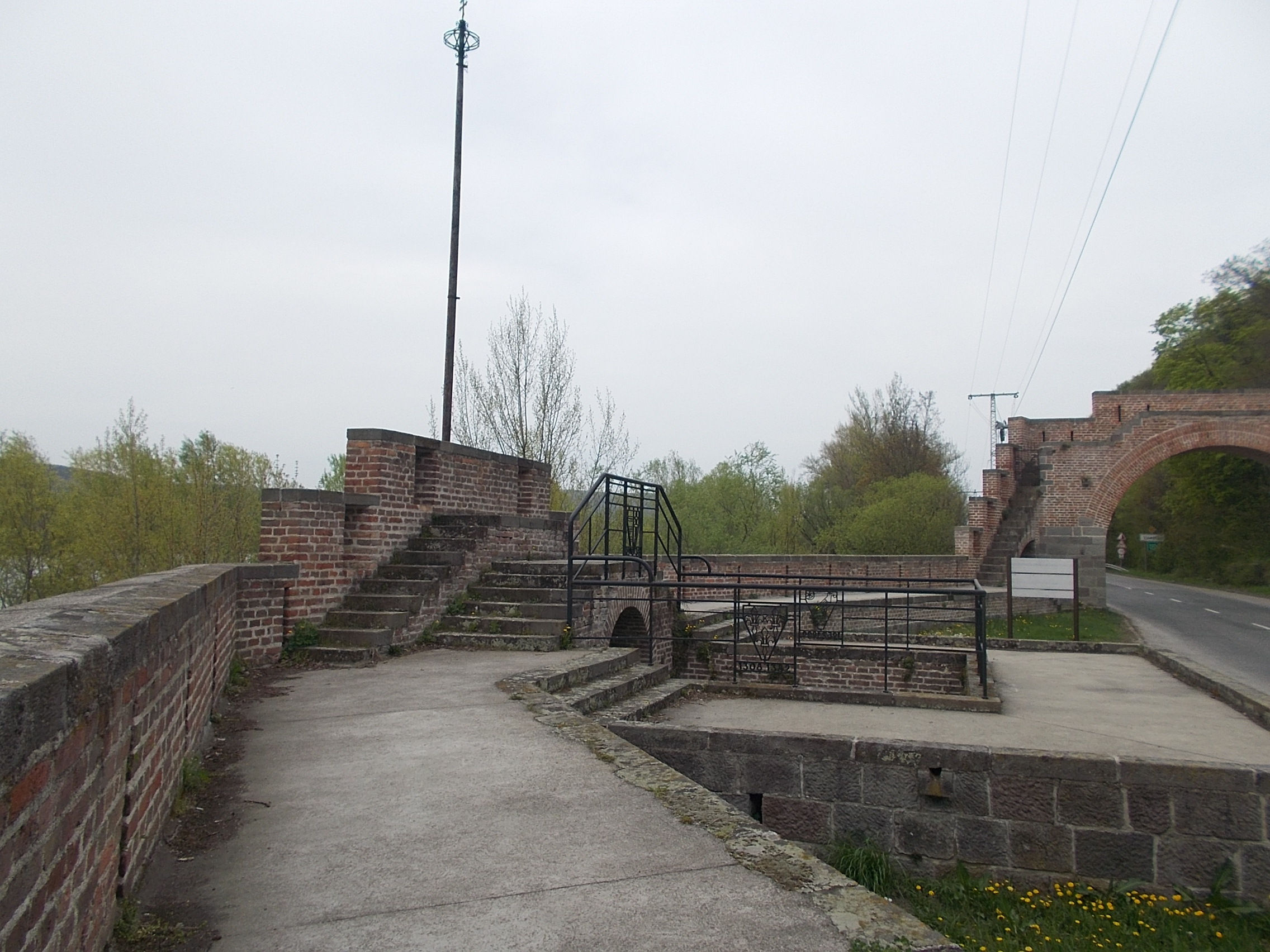
Vízibástya, 13. századi /újjáalakítva (1939, tervező: Schulek János műépítész, műegyetemi tanár)/. A kapu, 1938-ból. Déli és északi várfalak, zárófal, három faltoronnyal, 14. sz. A visegrádi Fellegvár és a Duna közötti szorost lezáró várfal-rendszer, amelyen a régi országút keresztül haladt. - Pest megye, Visegrád, 11-es út. 2018.
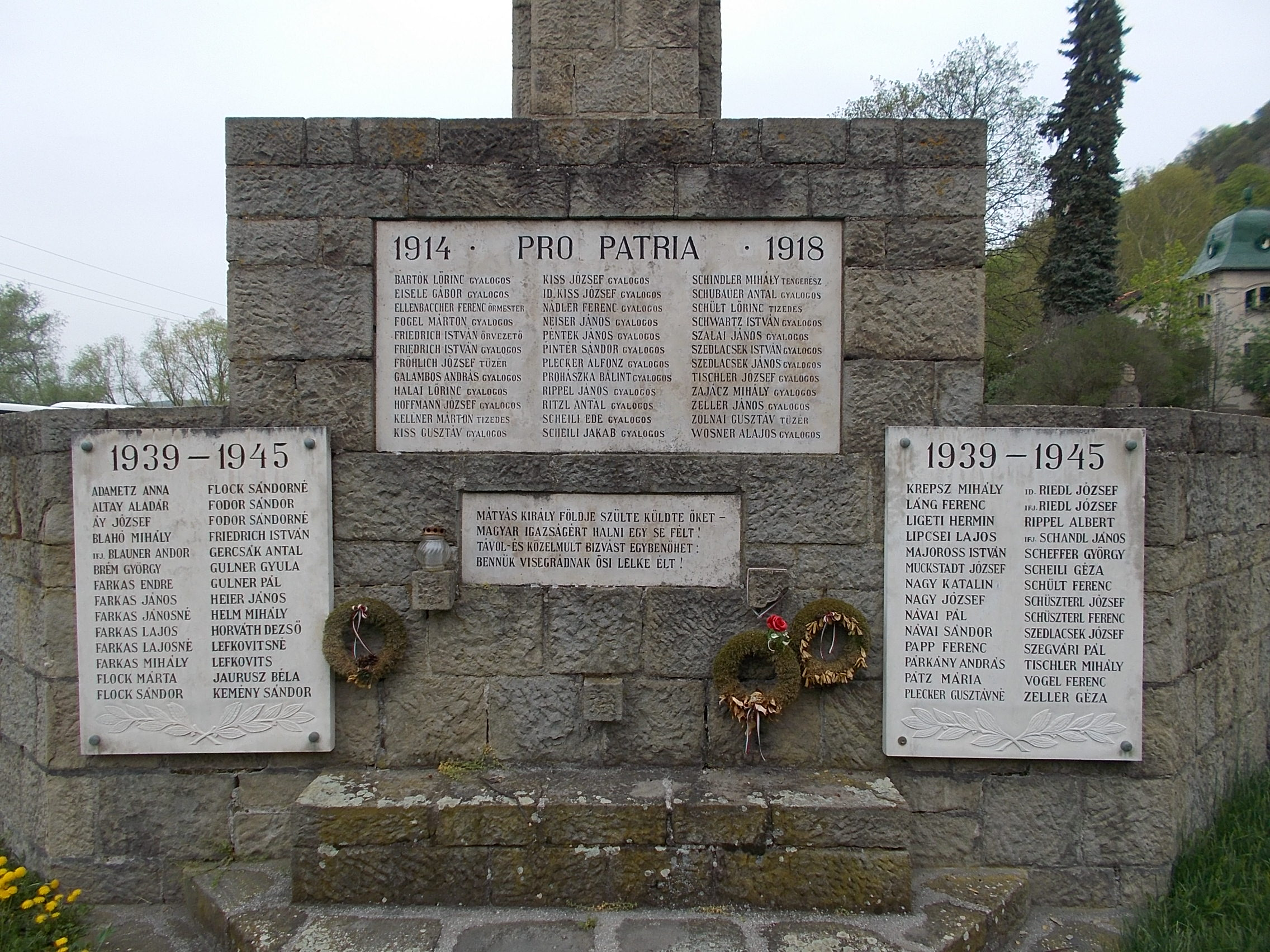
Mátyás-szobor avagy: I. és II. világháborús emlékmű, 1939, másolat) Talapzat. Hátoldal. Emléktáblák. - Pest megye, Visegrád, Fő utca. 2018.
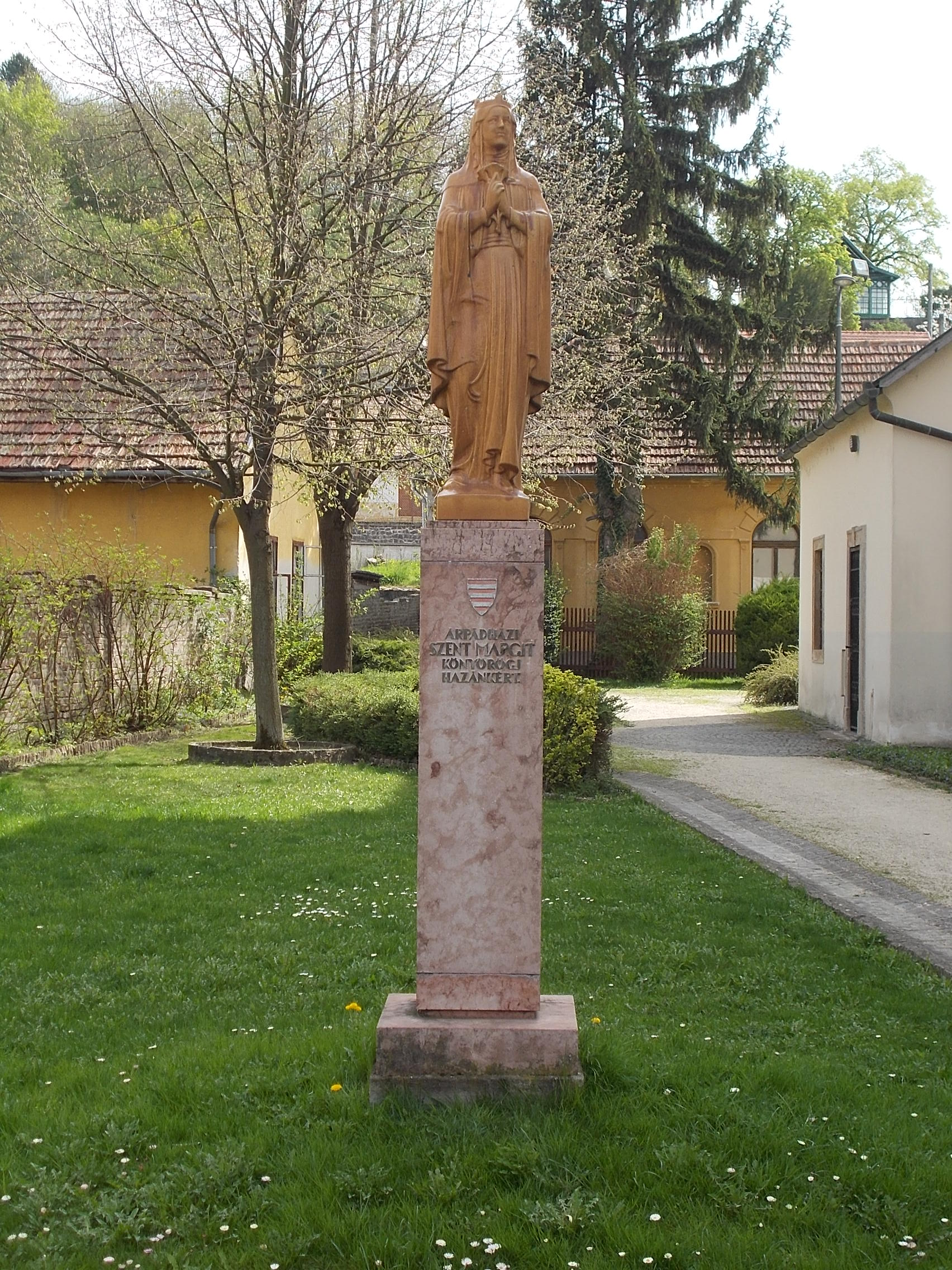
Árpád-házi Szent Margit (Madarassy Walter, 1943) - Pest megye, Visegrád, Fő utca 83 és a templom között. Tervezte Schulek János. 2018.